# Staurogyne
Staurogyne (укр. Стаурогін) — рід квіткових рослин з родини акантові (Acanthaceae).

## Ботанічний опис

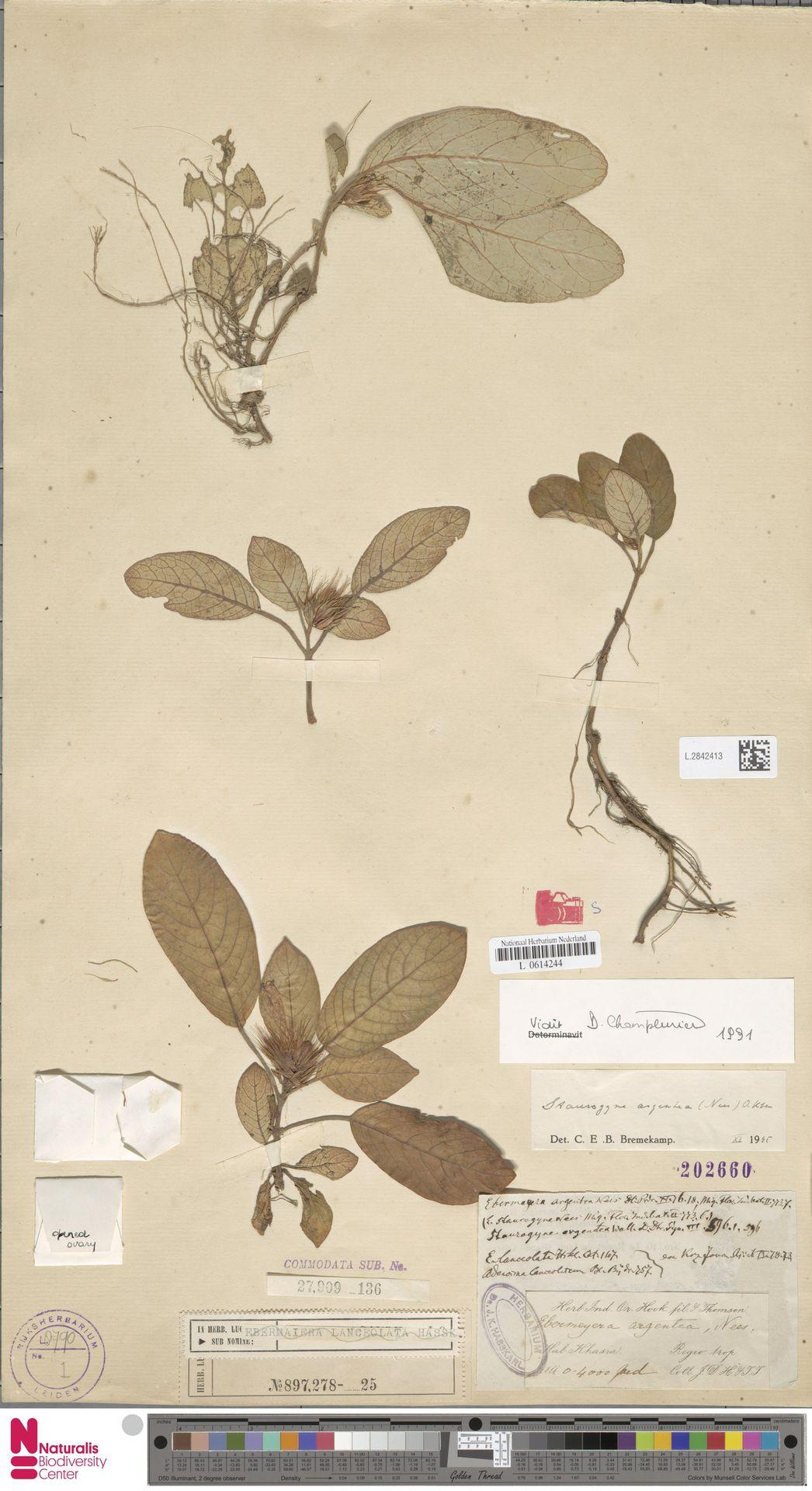
Типовий вид
Staurogyne argentea

Чагарники, напівчагарники і однорічні або багаторічні трави з прямостоячими або повзучими стеблами без цистолітів. Висота від 6 до 150 см. Листя супротивні (або чергуються, особливо апікально), черешкові або сидячі, рівномірно розміщені вздовж стебла або в прикореневій розетці. Черешок листка коротше пластинки, край листка цілий до синусоподібного або зубчастий. Суцвіття відноситься до типу діхазій, вони розташовані на верхівках стебел або в пазухах листків. Квітки сидячі або на квітконіжці. Чашечка 5-лопатева майже до основи; часточки рівні або нерівні. Віночок або короткий двогубий лійчастий білий або ліловий, або довгий, трубчастий червоний або жовтий. Квітки першого типу запилюються бджолами, а другого — птахами. Андроцей складається з чотирьох тичинок, дві з них короткі, а дві довгі. Плід — коробочка (від 3 до 30 мм). Насіння дрібні округлі, кубічні або неправильної форми. Діаметр насіння від 0,2 до 1 мм. Кількість насіння в одній коробочці до 68 штук.

## Види

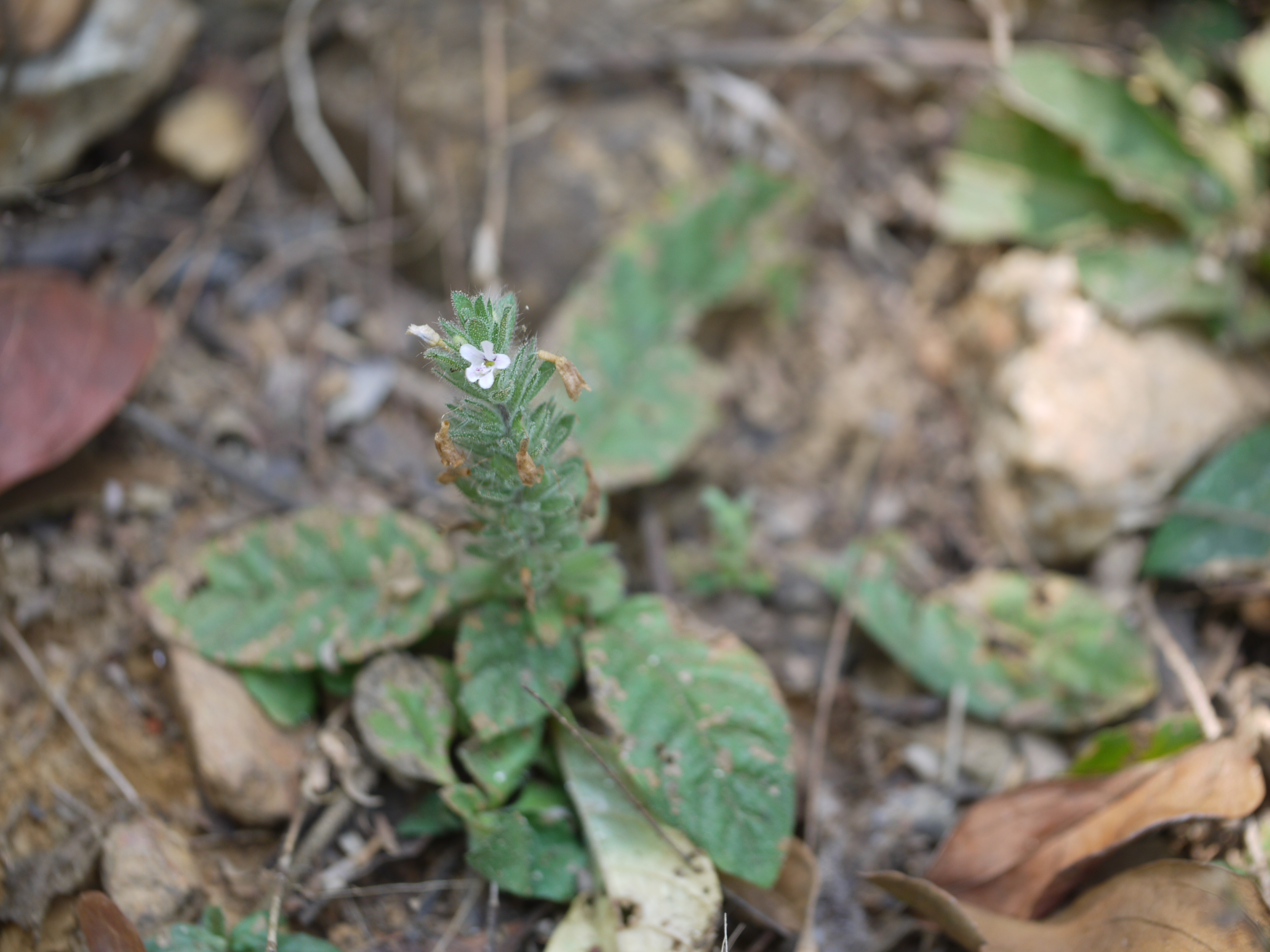
Staurogyne zeylanica

Це найчисельніший рід з підродини Nelsonioideae. За даними спільного інтернет-проекту Королівських ботанічних садів у К'ю і Міссурійського ботанічного саду «The Plant List» рід налічує 50 визнаних видів. У статті «Nelsonioideae (Lamiales: Acanthaceae): Revision of Genera and Catalog of Species» (укр. «Nelsonioideae (Lamiales: Acanthaceae): Перегляд родів та каталог видів»), опублікованій у 2014 році в журналі «A Journal of Systematic and Evolutionary Botany» наведений перелік із 145 видів (докладніше див. Список видів роду Staurogyne).

## Поширення
Поширений у тропічних регіонах Америки (30 видів), Африці (5 видів) та материковій Азії до Соломонових островів (10 видів). Рід особливо добре представлений у південносхідній Азії, Малезії та Бразилії.

## Використання
Staurogyne repens (укр. стаурогін повзучий) використовується в акваріумістиці як акваріумна рослина.